# Hans-Diedrich von Tiesenhausen
Hans-Diedrich von Tiesenhausen (Riga, 1913. február 22. – Vancouver, 2000. augusztus 17.) német tengeralattjáró-kapitány volt a második világháborúban. Két hadihajót (40 607 brt) semmisített meg. Köztük volt a Brit Királyi Haditengerészet HMS Barham csatahajója, a legnagyobb szövetséges hadihajó, amelyet német tengeralattjáró pusztított el. 

## Pályafutása
1934. április 8-án tisztjelöltként csatlakozott a német haditengerészethez. Tengeralattjárós pályafutása 1939. decemberben az U–23 fedélzetén kezdődött, Otto Kretschmer sorhajóhadnagy irányítása alatt. Három őrjáraton vett részt, amelyen öt hajót semmisítettek meg. Negyedik harci küldetésén már Heinz Beduhn volt a kapitánya. Ezután áthelyezték az U–93-ra.
1941. áprilisban kinevezték az U–331 kapitányának. 1941. március 31. és 1942. november 17. között tíz őrjáratot tett a tengeralattjáróval. Három hadihajót süllyesztett el, köztük az HMS Barham csatahajót. 1942. november 17-én a Földközi-tengeren, Algírtól északnyugatra a Brit Királyi Légierő megsemmisítette az U–331-et. Tiesenhausen hadifogságba került. Először az Egyesült Királyságban, majd három éven át Kanadában raboskodott.

## Összegzés
| Hajója | Parancsnoki szolgálata                 | Őrjáratok száma | Őrjáratok hossza (nap) | Eltalált hajók száma | Eltalált hajók vízkiszorítása (brt) |
| ------ | -------------------------------------- | --------------- | ---------------------- | -------------------- | ----------------------------------- |
| U–331  | 1941. március 31. – 1942. november 17. | 10              | 242                    | 3                    | 40 607                              |

## Elsüllyesztett és megrongált hajók
| Búvárhajó | Nap                | Hajó            | Nemzetisége        | Vízkiszorítása (brt) |
| --------- | ------------------ | --------------- | ------------------ | -------------------- |
| U–331     | 1941. október 10.  | HMS TLC-18*     | Egyesült Királyság | 372                  |
| U–331     | 1941. november 25. | HMS Barham*     | Egyesült Királyság | 31 100               |
| U–331     | 1941. november 9.  | USS Leedstown** | Egyesült Államok   | 9135                 |

* Hadihajó

** Csapatszállító

## A háború után
1947-ben visszatért Németországba, és asztalosként helyezkedett el. 1951 őszén Kanadában telepedett le, és hátralevő életében Vancouver körzetében élt. Belsőépítészként dolgozott, és természetfotósként is szerzett némi hírnevet.